# Eudonia aequalis
Eudonia aequalis is een vlinder uit de familie grasmotten (Crambidae). De wetenschappelijke naam is voor het eerst geldig gepubliceerd in 1986 door Kyrki & Svensson.
De soort komt voor in Europa.